# Indigofera argutidens
Indigofera argutidens är en ärtväxtart som beskrevs av William Grant Craib. Indigofera argutidens ingår i släktet indigosläktet, och familjen ärtväxter. Inga underarter finns listade i Catalogue of Life.